# Tina Šutej
Tina Šutej (Ljubljana, 7 november 1988) is een Sloveense atlete, die gespecialiseerd is in het polsstokhoogspringen. Zij is veelvoudig Sloveens kampioene, is nationaal recordhoudster in haar specialiteit en nam driemaal deel aan de Olympische Spelen, met een vijfde plaats als beste resultaat.

## Titels
- Balkan kampioene polsstokhoogspringen - 2015
- Balkan indoorkampioene polsstokhoogspringen - 2017
- NCAA-indoorkampioene polsstokhoogspringen - 2011, 2012
- Sloveens kampioene polsstokhoogspringen - 2006, 2008 t/m 2017, 2019 t/m 2023
- Sloveens indoorkampioene polsstokhoogspringen - 2006, 2007, 2016, 2017, 2019, 2023, 2025

## Persoonlijke records
Outdoor
| Onderdeel            | Prestatie   | Datum             | Plaats |
| -------------------- | ----------- | ----------------- | ------ |
| polsstokhoogspringen | 4,81 m (NR) | 16 september 2023 | Eugene |

Indoor
| Onderdeel            | Prestatie   | Datum           | Plaats  |
| -------------------- | ----------- | --------------- | ------- |
| polsstokhoogspringen | 4,82 m (NR) | 2 februari 2023 | Ostrava |

## Palmares

### Polsstokhoogspringen
- 2006:  Sloveense indoorkamp. – 4,10 m
- 2006:  Sloveense kamp. – 4,25 m
- 2006:  WK U20 in Peking – 4,25 m
- 2007:  Sloveense indoorkamp. – 4,10 m
- 2008:  Sloveense kamp. – 4,10 m
- 2009:  Sloveense kamp. – 4,00 m
- 2010:  Sloveense kamp. – 4,50 m
- 2011:  NCAA-indoorkamp. – 4,45 m
- 2011:  Sloveense kamp. – 4,50 m
- 2011:  Universiade – 4,55 m
- 2012:  NCAA-indoorkamp. – 4,45 m
- 2012:  Sloveense kamp. – 4,40 m
- 2013:  Sloveense kamp. – 4,35 m
- 2014:  Sloveense kamp. – 4,40 m
- 2015:  Sloveense kamp. – 4,15 m
- 2015:  Balkan kamp. in Belgrado – 4,20 m
- 2016:  Sloveense indoorkamp. – 4,20 m
- 2016:  Sloveense kamp. – 4,55 m
- 2017:  Sloveense indoorkamp. – 4,42 m
- 2017:  Balkan indoorkamp. in Belgrado – 4,45 m
- 2017: 8e EK indoor – 4,40 m
- 2017:  Sloveense kamp. – 4,30 m
- 2019:  Sloveense indoorkamp. – 4,50 m
- 2019:  Sloveense kamp. – 4,56 m
- 2020:  Sloveense kamp. – 4,50 m
- 2021:  EK indoor – 4,70 m
- 2021:  Sloveense kamp. – 4,00 m
- 2021: 5e OS – 4,50 m
- 2022:  WK indoor – 4,75 m
- 2022: 4e WK – 4,70 m
- 2022:  Sloveense kamp. – 4, 72 m
- 2022:  EK – 4,75 m
- 2023:  Sloveense indoorkamp. – 4,65 m
- 2023:  EK indoor – 4,75 m
- 2023:  Sloveense kamp. – 4,73 m
- 2023: 4e WK – 4,80 m
- 2025:  Sloveense indoorkamp. – 4,60 m
- 2025:  EK indoor – 4,75 m
- 2025:  WK indoor – 4,70 m

Diamond League-overwinningen
- 2022:  Athletissima - 4,70 m